# Lonchaea linefacies
Lonchaea linefacies är en tvåvingeart som beskrevs av Mcalpine 1964. Lonchaea linefacies ingår i släktet Lonchaea och familjen stjärtflugor.
Artens utbredningsområde är Fiji. Inga underarter finns listade i Catalogue of Life.